# 亚历山大·冯·罗伊斯
亚历山大·冯·罗伊斯（德語：Alexander von Roes），13世纪罗马帝国历史学家，以其帝国理论著称。

## 作品
亚历山大的主要作品是《Memoriale》，包括《Memoriale de prerogativa Romani imperii》和《De translatio imperii》（c.1281年）。据说这些作品属于鲁道夫一世当选后的时期，灵感来自亚历山大有关瑪定四世当选的个人经历。